# Aplocheilichthys meyburghi
Aplocheilichthys meyburghi är en fiskart som beskrevs av Meinken, 1971. Aplocheilichthys meyburghi ingår i släktet Aplocheilichthys och familjen Poeciliidae. Inga underarter finns listade i Catalogue of Life.